# Eleições legislativas portuguesas de 2022 na Madeira
| Eleições legislativas portuguesas de 2022 Distritos: Aveiro \| Beja \| Braga \| Bragança \| Castelo Branco \| Coimbra \| Évora \| Faro \| Guarda \| Leiria \| Lisboa \| Portalegre \| Porto \| Santarém \| Setúbal \| Viana do Castelo \| Vila Real \| Viseu \| Açores \| Madeira \| Estrangeiro |

## Resultados por concelho
Os resultados nos concelhos da Região Autónoma da Madeira foram os seguintes:

### Calheta
| Partido                 | Partido                        | Votos  | %               | +/-  |
| ----------------------- | ------------------------------ | ------ | --------------- | ---- |
|                         | Madeira Primeiro               | 3 514  | 59,76 / 100,00  | 6,36 |
|                         | Partido Socialista             | 1 194  | 20,31 / 100,00  | 0,63 |
|                         | CHEGA                          | 330    | 5,61 / 100,00   | 5,11 |
|                         | Bloco de Esquerda              | 132    | 2,24 / 100,00   | 0,90 |
|                         | Juntos pelo Povo               | 125    | 2,13 / 100,00   | 0,95 |
|                         | Iniciativa Liberal             | 120    | 2,04 / 100,00   | 1,74 |
|                         | Coligação Democrática Unitária | 67     | 1,14 / 100,00   | 0,41 |
|                         | Pessoas–Animais–Natureza       | 63     | 1,07 / 100,00   | 0,06 |
|                         | Outros (com menos de 1,00%)    | 185    | 3,15 / 100,00   |      |
| Votos Inválidos         | Votos Inválidos                | 150    | 2,56 / 100,00   | 0,96 |
| Total                   | Total                          | 5 880  | 100,00 / 100,00 |      |
| Eleitorado/Participação | Eleitorado/Participação        | 12 246 | 48,02 / 100,00  | 1,30 |

### Câmara de Lobos
| Partido                 | Partido                        | Votos  | %               | +/-  |
| ----------------------- | ------------------------------ | ------ | --------------- | ---- |
|                         | Madeira Primeiro               | 6 838  | 46,34 / 100,00  | 6,18 |
|                         | Partido Socialista             | 3 980  | 26,97 / 100,00  | 0,14 |
|                         | CHEGA                          | 1 040  | 7,05 / 100,00   | 6,35 |
|                         | Juntos pelo Povo               | 453    | 3,07 / 100,00   | 1,17 |
|                         | Bloco de Esquerda              | 447    | 3,03 / 100,00   | 1,21 |
|                         | Iniciativa Liberal             | 348    | 2,36 / 100,00   | 1,95 |
|                         | Coligação Democrática Unitária | 334    | 2,26 / 100,00   | 0,04 |
|                         | Pessoas–Animais–Natureza       | 249    | 1,69 / 100,00   | 0,08 |
|                         | Outros (com menos de 1,00%)    | 644    | 4,36 / 100,00   |      |
| Votos Inválidos         | Votos Inválidos                | 424    | 2,87 / 100,00   | 0,43 |
| Total                   | Total                          | 14 757 | 100,00 / 100,00 |      |
| Eleitorado/Participação | Eleitorado/Participação        | 32 536 | 45,36 / 100,00  | 0,98 |

### Funchal
| Partido                 | Partido                        | Votos   | %               | +/-  |
| ----------------------- | ------------------------------ | ------- | --------------- | ---- |
|                         | Madeira Primeiro               | 21 304  | 39,54 / 100,00  | 0,99 |
|                         | Partido Socialista             | 17 686  | 32,82 / 100,00  | 3,21 |
|                         | CHEGA                          | 3 244   | 6,02 / 100,00   | 5,32 |
|                         | Iniciativa Liberal             | 2 354   | 4,37 / 100,00   | 3,36 |
|                         | Bloco de Esquerda              | 2 023   | 3,75 / 100,00   | 2,62 |
|                         | Juntos pelo Povo               | 1 935   | 3,59 / 100,00   | 0,85 |
|                         | Coligação Democrática Unitária | 1 438   | 2,67 / 100,00   | 0,28 |
|                         | Pessoas–Animais–Natureza       | 1 042   | 1,93 / 100,00   | 0,37 |
|                         | Outros (com menos de 1,00%)    | 1 623   | 3,00 / 100,00   |      |
| Votos Inválidos         | Votos Inválidos                | 1 231   | 2,29 / 100,00   | 0,13 |
| Total                   | Total                          | 53 880  | 100,00 / 100,00 |      |
| Eleitorado/Participação | Eleitorado/Participação        | 105 978 | 50,84 / 100,00  | 0,40 |

### Machico
| Partido                 | Partido                        | Votos  | %               | +/-  |
| ----------------------- | ------------------------------ | ------ | --------------- | ---- |
|                         | Partido Socialista             | 4 939  | 49,46 / 100,00  | 0,86 |
|                         | Madeira Primeiro               | 2 905  | 29,09 / 100,00  | 3,84 |
|                         | Juntos pelo Povo               | 504    | 5,05 / 100,00   | 1,40 |
|                         | CHEGA                          | 494    | 4,95 / 100,00   | 4,22 |
|                         | Bloco de Esquerda              | 284    | 2,84 / 100,00   | 2,19 |
|                         | Iniciativa Liberal             | 234    | 2,34 / 100,00   | 2,00 |
|                         | Pessoas–Animais–Natureza       | 113    | 1,13 / 100,00   | 0,15 |
|                         | Coligação Democrática Unitária | 104    | 1,04 / 100,00   | 0,09 |
|                         | Outros (com menos de 1,00%)    | 213    | 2,13 / 100,00   |      |
| Votos Inválidos         | Votos Inválidos                | 186    | 1,96 / 100,00   | 0,29 |
| Total                   | Total                          | 9 986  | 100,00 / 100,00 |      |
| Eleitorado/Participação | Eleitorado/Participação        | 20 403 | 48,94 / 100,00  | 0,35 |

### Ponta do Sol
| Partido                 | Partido                     | Votos | %               | +/-   |
| ----------------------- | --------------------------- | ----- | --------------- | ----- |
|                         | Madeira Primeiro            | 2 037 | 46,63 / 100,00  | 12,23 |
|                         | Partido Socialista          | 1 496 | 34,25 / 100,00  | 6,73  |
|                         | CHEGA                       | 221   | 5,06 / 100,00   | 4,65  |
|                         | Juntos pelo Povo            | 121   | 2,77 / 100,00   | 1,23  |
|                         | Iniciativa Liberal          | 117   | 2,68 / 100,00   | 2,07  |
|                         | Bloco de Esquerda           | 67    | 1,53 / 100,00   | 1,53  |
|                         | Outros (com menos de 1,00%) | 184   | 4,20 / 100,00   |       |
| Votos Inválidos         | Votos Inválidos             | 125   | 2,86 / 100,00   | 0,54  |
| Total                   | Total                       | 4 368 | 100,00 / 100,00 |       |
| Eleitorado/Participação | Eleitorado/Participação     | 9 862 | 44,29 / 100,00  | 2,28  |

### Porto Moniz
| Partido                 | Partido                     | Votos | %               | +/-  |
| ----------------------- | --------------------------- | ----- | --------------- | ---- |
|                         | Madeira Primeiro            | 778   | 46,39 / 100,00  | 0,64 |
|                         | Partido Socialista          | 649   | 38,70 / 100,00  | 9,74 |
|                         | CHEGA                       | 68    | 4,05 / 100,00   | 3,73 |
|                         | Iniciativa Liberal          | 27    | 1,61 / 100,00   | 1,24 |
|                         | Juntos pelo Povo            | 20    | 1,19 / 100,00   | 0,77 |
|                         | Bloco de Esquerda           | 20    | 1,19 / 100,00   | 0,14 |
|                         | Pessoas–Animais–Natureza    | 17    | 1,01 / 100,00   | 0,59 |
|                         | Outros (com menos de 1,00%) | 50    | 2,98 / 100,00   |      |
| Votos Inválidos         | Votos Inválidos             | 48    | 2,96 / 100,00   | 1,17 |
| Total                   | Total                       | 1 677 | 100,00 / 100,00 |      |
| Eleitorado/Participação | Eleitorado/Participação     | 3 036 | 55,24 / 100,00  | 6,83 |

### Porto Santo
| Partido                 | Partido                        | Votos | %               | +/-   |
| ----------------------- | ------------------------------ | ----- | --------------- | ----- |
|                         | Madeira Primeiro               | 1 126 | 40,33 / 100,00  | 5,44  |
|                         | Partido Socialista             | 1 043 | 37,36 / 100,00  | 13,39 |
|                         | CHEGA                          | 242   | 8,67 / 100,00   | 7,05  |
|                         | Bloco de Esquerda              | 79    | 2,83 / 100,00   | 1,10  |
|                         | Iniciativa Liberal             | 56    | 2,01 / 100,00   | 1,31  |
|                         | Juntos pelo Povo               | 51    | 1,83 / 100,00   | 0,99  |
|                         | Pessoas–Animais–Natureza       | 40    | 1,43 / 100,00   | 0,14  |
|                         | Coligação Democrática Unitária | 29    | 1,04 / 100,00   | 0,01  |
|                         | Outros (com menos de 1,00%)    | 56    | 2,01 / 100,00   |       |
| Votos Inválidos         | Votos Inválidos                | 70    | 2,50 / 100,00   | 0,19  |
| Total                   | Total                          | 2 792 | 100,00 / 100,00 |       |
| Eleitorado/Participação | Eleitorado/Participação        | 5 195 | 53,74 / 100,00  | 0,94  |

### Ribeira Brava
| Partido                 | Partido                        | Votos  | %               | +/-  |
| ----------------------- | ------------------------------ | ------ | --------------- | ---- |
|                         | Madeira Primeiro               | 2 963  | 46,15 / 100,00  | 8,12 |
|                         | Partido Socialista             | 1 664  | 25,91 / 100,00  | 0,09 |
|                         | CHEGA                          | 573    | 8,92 / 100,00   | 8,22 |
|                         | Bloco de Esquerda              | 208    | 3,24 / 100,00   | 0,34 |
|                         | Juntos pelo Povo               | 190    | 2,96 / 100,00   | 0,67 |
|                         | Iniciativa Liberal             | 133    | 2,07 / 100,00   | 1,64 |
|                         | Coligação Democrática Unitária | 118    | 1,84 / 100,00   | 0,34 |
|                         | Pessoas–Animais–Natureza       | 113    | 1,76 / 100,00   | 0,05 |
|                         | Outros (com menos de 1,00%)    | 254    | 3,96 / 100,00   |      |
| Votos Inválidos         | Votos Inválidos                | 205    | 3,19 / 100,00   | 0,09 |
| Total                   | Total                          | 6 421  | 100,00 / 100,00 |      |
| Eleitorado/Participação | Eleitorado/Participação        | 13 976 | 45,94 / 100,00  | 2,16 |

### Santa Cruz
| Partido                 | Partido                        | Votos  | %               | +/-  |
| ----------------------- | ------------------------------ | ------ | --------------- | ---- |
|                         | Madeira Primeiro               | 6 072  | 28,85 / 100,00  | 3,02 |
|                         | Partido Socialista             | 5 529  | 26,27 / 100,00  | 2,43 |
|                         | Juntos pelo Povo               | 5 129  | 24,37 / 100,00  | 2,75 |
|                         | CHEGA                          | 1 186  | 5,64 / 100,00   | 4,81 |
|                         | Iniciativa Liberal             | 683    | 3,25 / 100,00   | 2,59 |
|                         | Bloco de Esquerda              | 668    | 3,17 / 100,00   | 2,52 |
|                         | Pessoas–Animais–Natureza       | 351    | 1,67 / 100,00   | 0,07 |
|                         | Coligação Democrática Unitária | 347    | 1,65 / 100,00   | 0,06 |
|                         | Outros (com menos de 1,00%)    | 590    | 2,80 / 100,00   |      |
| Votos Inválidos         | Votos Inválidos                | 496    | 2,34 / 100,00   | 0,09 |
| Total                   | Total                          | 21 047 | 100,00 / 100,00 |      |
| Eleitorado/Participação | Eleitorado/Participação        | 39 902 | 52,75 / 100,00  | 0,30 |

### Santana
| Partido                 | Partido                        | Votos | %               | +/-  |
| ----------------------- | ------------------------------ | ----- | --------------- | ---- |
|                         | Madeira Primeiro               | 1 710 | 47,17 / 100,00  | 7,66 |
|                         | Partido Socialista             | 1 091 | 30,10 / 100,00  | 1,16 |
|                         | CHEGA                          | 180   | 4,97 / 100,00   | 4,51 |
|                         | Juntos pelo Povo               | 161   | 4,44 / 100,00   | 2,47 |
|                         | Bloco de Esquerda              | 104   | 2,87 / 100,00   | 1,07 |
|                         | Iniciativa Liberal             | 68    | 1,88 / 100,00   | 1,27 |
|                         | Coligação Democrática Unitária | 51    | 1,41 / 100,00   | 0,22 |
|                         | Pessoas–Animais–Natureza       | 43    | 1,19 / 100,00   | 0,20 |
|                         | Outros (com menos de 1,00%)    | 115   | 3,17 / 100,00   |      |
| Votos Inválidos         | Votos Inválidos                | 102   | 2,81 / 100,00   | 0,46 |
| Total                   | Total                          | 3 625 | 100,00 / 100,00 |      |
| Eleitorado/Participação | Eleitorado/Participação        | 7 330 | 49,45 / 100,00  | 1,12 |

### São Vicente
| Partido                 | Partido                        | Votos | %               | +/-  |
| ----------------------- | ------------------------------ | ----- | --------------- | ---- |
|                         | Madeira Primeiro               | 1 387 | 51,79 / 100,00  | 3,49 |
|                         | Partido Socialista             | 733   | 27,37 / 100,00  | 2,02 |
|                         | CHEGA                          | 149   | 5,56 / 100,00   | 5,21 |
|                         | Iniciativa Liberal             | 101   | 3,77 / 100,00   | 3,45 |
|                         | Bloco de Esquerda              | 77    | 2,88 / 100,00   | 1,29 |
|                         | Coligação Democrática Unitária | 38    | 1,42 / 100,00   | 0,75 |
|                         | Juntos pelo Povo               | 32    | 1,19 / 100,00   | 0,25 |
|                         | Outros (com menos de 1,00%)    | 100   | 3,72 / 100,00   |      |
| Votos Inválidos         | Votos Inválidos                | 61    | 2,28 / 100,00   | 0,42 |
| Total                   | Total                          | 2 678 | 100,00 / 100,00 |      |
| Eleitorado/Participação | Eleitorado/Participação        | 5 967 | 44,88 / 100,00  | 2,06 |

## Lista de Deputados Eleitos
A lista apresentada é conforme a aplicação do Método D'Hondt:
| N.º | Nome                                         | Partido | Partido            | Quociente  |
| --- | -------------------------------------------- | ------- | ------------------ | ---------- |
| 1   | Mário Sérgio Quaresma Gonçalves Marques      |         | Madeira Primeiro   | 50634      |
| 2   | Carlos João Pereira                          |         | Partido Socialista | 40004      |
| 3   | Sara Martins Marques Santos Madruga da Costa |         | Madeira Primeiro   | 25317      |
| 4   | José Miguel Mafra lglésias                   |         | Partido Socialista | 20002      |
| 5   | Cláudia Patricia Homem de Gouveia Dantas     |         | Madeira Primeiro   | 16878      |
| 6   | Marta Luísa de Freitas                       |         | Partido Socialista | 13334,6667 |